# Monster.com
Monster Worldwide, Inc. je společnost ze Spojených států, která provozuje webové stránky po celém světě, jež se zaměřují na vyhledávání volných pracovních míst. Stránky Monster slouží primárně k tomu, aby pomohly uchazečům o práci najít otevřené pozice, které se shodují s jejich kariérním profilem a požadovanou lokalitou. Na stránkách Monster.cz je možné hledat nabídky práce z celého světa. 
Společnost zaměstnává přibližně 5 000 zaměstnanců v 36 zemích světa. Sídlo společnosti je v Maynardu, Massachusetts, USA. Monster také provozuje Monster Employment Index. Sídlem české a slovenské dceřiné společnosti (Monster Worldwide CZ s. r. o.) je Praha. 

## Návštěvnost
Monster stránky patří mezi 20 nejnavštěvovanějších webů z počtu 100 miliónů stránek celosvětově. K roku 2008 byl Monster největším vyhledávačem práce s více než miliónem otevřených pozic a s více než 150 milióny životopisů v databázi. Stránky každý měsíc navštíví 63 miliónů uchazečů o práci. 

## Historie
Jeff Taylor založil společnost The Monster Board a působil jako jeho generální ředitel (CEO) a „Chief Monster“ po mnoho let. V roce 1994 vydala společnost The Monster Board tiskovou zprávu, která přivedla na tyto kariérní stránky širokou veřejnost. Monster byl prvním veřejným vyhledávačem práce na internetu; první databází životopisů na světě a také prvním vyhledávačem, který používal automatické agenty pro vyhledávání a upozornění na nabídky práce.
V roce 1999 se společnost The Monster Board přejmenovala na Monster.com, po fúzi se společností Online Career Center, které byly nejpopulárnějšími kariérními stránkami na internetu. V roce 2000 získal Monster do svého portfolia společnost JOBTRAK, která měla vytvořeno partnerství s více než 1 500 univerzitními centry. Ve stejném roce spustil Monster stránku Monstermoving.com, která měla za cíl poskytovat flexibilním uchazečům o práci informace nutné pro úspěšnou relokaci. V roce 2003 se společnost The Monster Board přejmenovala na Monster Worldwide, Inc., a její akcie se začaly obchodovat na Nasdaq pod symbolem „MNST“. 
V dubnu 2002 koupil Monster URL adresu a obchodní známku Jobs.com. V roce 2004 Monster koupil největší evropský pracovní portál Jobpilot a tím vstoupil na český trh. V roce 2007 spustil Monster mobilní služby v oblasti vyhledávání práce a kariérního poradenství v Americe a Evropě. V roce 2008 získal Monster technologii Trovix, sémantický vyhledávač práce a nástroj pro přesné nalezení vhodných uchazečů o práci a pro ně vyhovujících nabídek práce. V roce 2010 koupil Monster od společnosti Yahoo! svého rivala HotJobs.